# Steveniella satyrioides
Steveniella satyrioides is een orchidee.
Het is een zeldzame soort die voorkomt in Zuidoost-Europa.

## Naamgeving enetymologie
- Synoniem: Steveniella caucasica Garay (1997), Steveniella satyrioides f. longibracteata (Wankow) Soó (1927), Coeloglossum satyrioides (Spreng.) Nyman 1855, Habenaria satyrioides (Spreng.) Benth. ex Schltr. 1926, Himantoglossum satyrioides Spreng 1826, Orchis prosteveniella P.Delforge 2000, Orchis satyrioides Steven 1809, Peristylus satyrioides (Spreng.) Rchb.f. 1849, Stevenorchis satyrioides (Spreng.) Wankow & Kraenzl. 1931
- Engels: The Von Steven Orchid
- Duits: Kappenorchis

Steveniella is vernoemd naar de Zwitserse botanicus Christian von Steven (1781–1863).
De soortaanduiding satyrioides komt uit het Latijn en betekent 'lijkend op Satyrium', mogelijk naar het orchideeëngeslacht Satyrium.

## Kenmerken

### Habitus
Steveniella satyrioides is een terrestrische, overblijvende plant (geofyt), die overwintert met twee opvallend kleine, eivormige wortelknollen.
Het is een tot 40 cm hoge, slanke plant, volledig bruin of violet gekleurd, met een dunne, viltig behaarde bloemstengel en één of twee tot 20 cm lange, ovale tot omgekeerd eironde bladeren aan de basis en nog twee smallere, spitse en aanliggende bladeren hogerop de stengel. De schutbladen zijn membraneus en korter of ten hoogste even lang als de vruchtbeginsels.
De bloeiwijze is een langgerekte, cilindrische aar, dichtbloemig met tot twintig kleine bloemen.

### Bloemen
De bloemen zijn tot 15 mm groot, violet-groen gekleurd. De spits-ovale bovenste kelkbladen zijn bijna tot aan de punt samengegroeid en omgevormd tot een driepuntige, bolvormig helmpje boven het gynostemium. De bovenste kroonbladen zijn lijnvormig en volledig verborgen onder het helmpje. De bloemlip is afhangend tot licht teruggebogen, glad, drielobbig, aan de basis purper tot violet, onderaan geelgroen tot olijfgroen. De zijlobben zijn kort en driehoekig, de middelste lob ovaal en veel langer. Het spoor is kort, kegelvormig, en aan de top tweelobbig.
De bloeitijd is van april tot mei.

## Habitat
Steveniella satyrioides groeit vooral voor op kalkrijke tot neutrale, vochtige of droge bodems op zonnige plaatsen zoals kalkgraslanden, lichte naald- en loofbossen, hazelaar-boomgaarden en bergmoerassen, tot 2.000 m hoogte.

## Voorkomen
Steveniella satyrioides komt voor in de middelgebergtes rond de Zwarte Zee en de Bosporus, noordelijk tot aan de Krim, en in Iran oostelijk tot aan de Kaspische Zee.
De plant is over het algemeen zeldzaam en slechts lokaal voorkomend.

## Verwantschap en gelijkende soorten
Steveniella satyrioides kan door zijn kleur met weinig andere soort verward worden. Hij lijkt enigszins op de wantsenorchis (Anacamptis coriophora), maar kan daarvan onderscheiden worden door de kleinere wortelknollen, en de gladde, slanke bloemlip met het korte, tweelobbige spoor.
S. satyrioides